# Isostigma
Isostigma es un género de plantas fanerógamas perteneciente a la familia de las asteráceas. Comprende 24 especies descritas y  solo 12 aceptadas.

## Taxonomía
El género fue descrito por Christian Friedrich Lessing y publicado en Linnaea 6: 513. 1831. La especie tipo es: Isostigma simplicifolium Less.

## Especies aceptadas
A continuación se brinda un listado de las especies del género Isostigma aceptadas hasta junio de 2012, ordenadas alfabéticamente. Para cada una se indica el nombre binomial seguido del autor, abreviado según las convenciones y usos.
- Isostigma acaule (Baker) Chodat
- Isostigma cordobense Cabrera
- Isostigma crithmifolium Less.
- Isostigma dissitifolium Baker
- Isostigma herzogii Hassl.
- Isostigma hoffmannii Kuntze
- Isostigma microcephalum Baker
- Isostigma molfinianum Sherff
- Isostigma peucedanifolium (Spreng.) Less.
- Isostigma riedelii (Baker) Chodat
- Isostigma scorzoneraefolium Sherff
- Isostigma speciosum Less.